# Mishna Yomit
Dans le Judaïsme, Mishna Yomit (en hébreu משנה יומית, « l'étude journalière de la Mishna ») se réfère au cycle d'études de la Torah dans lequel deux Mishnayot (brèves compilations des décisions des Lois Orales) sont étudiées chaque jour.

## Histoire
Bien que le peuple juif étudie la Mishna depuis sa première compilation il y a environ 2 000 ans, ce cycle systématique a été établi au départ par Rabbi Yonah Shtenzel. Son but, en créant la Mishna Yomit, était de perpétuer le souvenir des Juifs tués pendant l'Holocauste, à travers une étude globale de la Mishna. Il voulait aussi fournir un moyen concret pour tout Juif, de se familiariser avec les six ordres de la Mishna, sur lesquels le système de la loi juive est basé. En seulement 6 ans, quiconque peut étudier la compilation entière des 4 192 Mishnayot.

## Calendrier
Le dernier cycle de la Mishna Yomit, le 12e, démarra le 22 Tammouz 5770 (4 juillet 2010). Le cycle actuel a commencé le mercredi 20 Adar-B 5776 (30 mars 2016).
Les sections journalières actuelles peuvent être trouvées sur dafyomi.co.il/calendars/myomi/todays_mishnah.php et www.mishnahyomit.com, avec des enregistrements et des discussions pour chacune. Un calendrier PDF de toute l'année en cours se trouve sur www.mishnahyomit.com.